# (20947) Полиник
(20947) Полиник (др.-греч. Πολυνείκης) — типичный троянский астероид Юпитера, движущийся в точке Лагранжа L4, в 60° впереди планеты. Астероид был открыт 29 сентября 1973 года голландскими астрономами К. Й. ван Хаутеном, И. ван Хаутен-Груневельд и Томом Герельсом в Паломарской обсерватории и назван в честь Полиника, царя Фив.

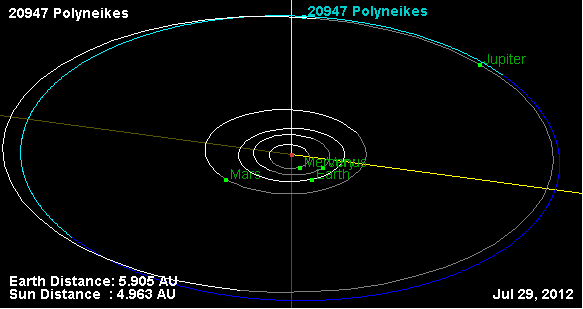
Орбита астероида Полиник и его положение в Солнечной системе